# Дарко Панчев
Дарко Панчев (мак. Дарко Панчев, нар. 7 вересня 1965, Скоп'є, СФРЮ) — югославський та македонський футболіст, нападник, насамперед відомий виступами за белградську «Црвену Звезду» та національну збірну Югославії. По завершенні ігрової кар'єри — бізнесмен, футбольний функціонер.
Лауреат Ювілейної нагороди УЄФА як найвидатніший македонський футболіст 50-річчя (1954—2003). Володар Золотого бутсу УЄФА 1991 року.

## Кар'єра футболіста

### Клубна кар'єра
Почав футбольну кар'єру у складі клубу «Вардар» з рідного Скоп'є в сезоні 1982—83, в дебютному сезоні провів у чемпіонаті Югославії усього 4 гри, однак зумів відзначитися 3 забитими голами. Вже наступного сезону 19-річний нападник продемонстрував неабиякий бомбардирський хист, ставши найкращим бомбардиром чемпіонату з 19-ма забитими голами. Провів у «Вардарі» 6 сезонів, зарекомендувавши себе одним з найрезультативніших нападників країни та привернувши увагу більш титулованих команд.
Врешті-решт 1988 року перейшов до складу одного з лідерів югославського футболу белградської «Црвеної Звезди». У складі столичної команди три рази вигравав титул чемпіона країни у 1990, 1991 та 1992 роках, став володарем національного Кубка 1990 року. За ці роки відіграв у 92 матчах першості, забивши неймовірні 94 голи. Результат Панчева в сезоні 1990—91 (34 забитих у чемпіонаті м'ячі) був визнаний найкращим у Європі, однак югославський нападник не отримав приз найкращого бомбардира континенту, Золотий бутс, через протест кіпрської федерації, представники якої стверджували, що гравець чемпіонату Кіпру відзначився у тому сезоні 40 голами. Врешті-решт 1991 року цей трофей нікому присудженим не був, а Панчев отримав Золотий бутс за тогорічне досягнення лише через 15 років, у серпні 2006. Натомість безпосередньо 1991 року гравець став володарем важливіших трофеїв — його результативна гра допомогла «Црвені Звезді» вибороти Кубок чемпіонів УЄФА, а згодом й Міжконтинентальний кубок, сташи таким чином найсильнішим клубом світу.
Результативність югославського нападника привернула увагу представників найсильніших європейських чемпіонатів і 1992 року він переїхав до Італії, уклавши контракт з міланським «Інтернаціонале». Однак у новому клубі гравець не зміг закріпитися в основному складі, лише 12 разів вийшовши на поле в матчах Серії A у першому своєму сезоні в Італії та лише одного разу відзначившись забитим голом. У 1994 році був відправлений до оренди до німецького клубу «Лейпциг». За півроку повернувся до Мілана, однак знову мав проблеми з потраплянням до складу команди, записавши собі до активу в сезоні 1994—95 лише 7 виходів на поле та 2 забиті голи.
Сезон 1995—96 провів уже у складі німецької команди «Фортуна» (Дюссельдорф), яка саме повернулася після тривалої перерви до елітної Бундесліги. Завершив ігрову кар'єру у 31-річному віці у складі швейцарського «Сьйона», за який відіграв у 5 матчах в сезоні 1996—97.

### Виступи за збірну
З 1984 року викликався до табору національної збірної Югославії, у складі якої протягом наступних 8 років провів 27 матчів та забив 17 голів. Брав участь у фінальній частині чемпіонату світу 1990 року, на якому югослави дійшли до стадії чвертьфіналів, відзначився на турнірі 2 забитими голами на груповій стадії.
З розпадом Югославії та утворенням Північної Македонії став гравцем македонської збірної, взявши участь зокрема у першому матчі цієї команди 13 жовтня 1993 року проти збірної Словенії. Усього провів 6 ігор за національну команду Македонії, забив у її складі 1 м'яч.

## Подальше життя
По завершенні ігрової кар'єри займається підприємницькою діяльністю.
На декілька років повертався до футболу як функціонер, спочатку працював у клубі «Македонія Гьорче Петров», а згодом у рідному для себе «Вардарі», у тому числі й на позиції спортивного директора.

## Досягнення та нагороди

### Командні
- Чемпіон Югославії (3):

«Црвена Звезда»: 1989-90, 1990-91, 1991-92
- Володар Кубка Югославії (1):

«Црвена Звезда»: 1989-90
- Чемпіон Швейцарії (1):

«Сьйон»: 1996-97
- Володар Кубка Швейцарії (1):

«Сьйон»: 1996-97
- Володар Кубка європейських чемпіонів (1):

«Црвена Звезда»: 1990-91
- Володар Міжконтинентального кубка (1):

«Црвена Звезда»: 1991

### Особисті
- Найвидатніший македонський футболіст 50-річчя (1954—2003)
- Володар Золотого бутсу УЄФА: 1991
- Володар Срібного м'яча France Football: 1991